# Oncidium crispum
Oncidium crispum là một loài phong lan đặc hữu của miền đông và miền nam Brasil.

## Hình ảnh

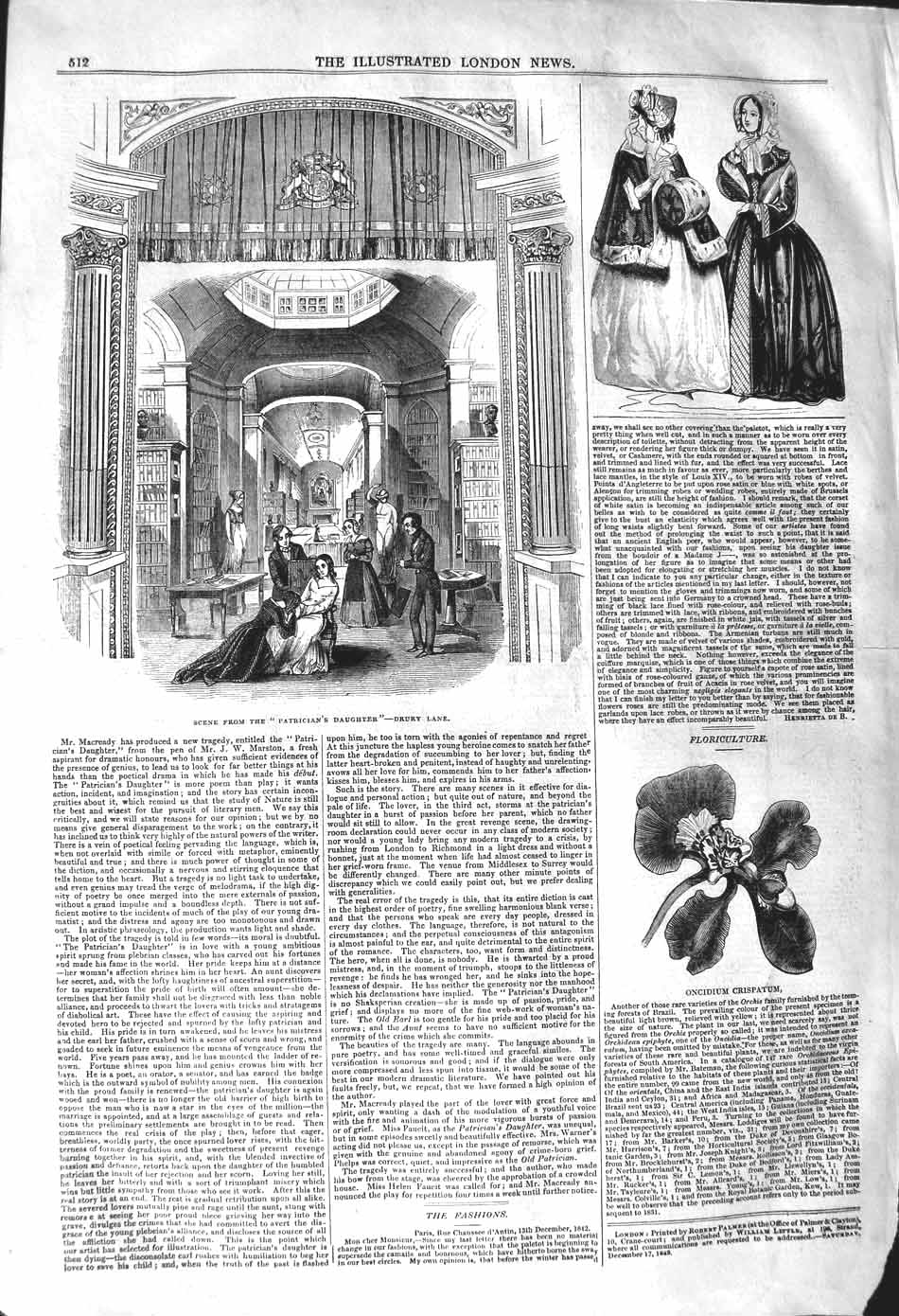
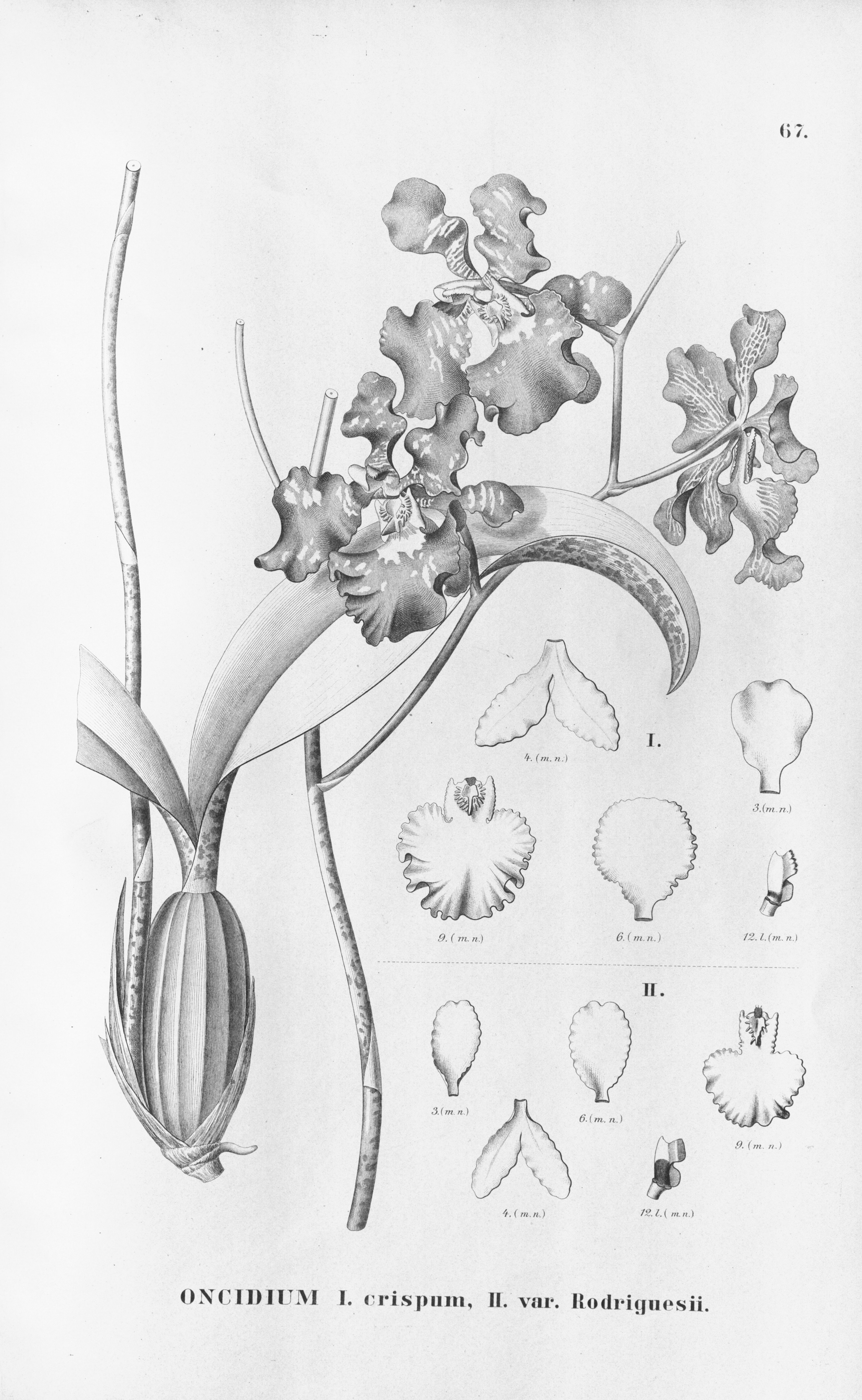
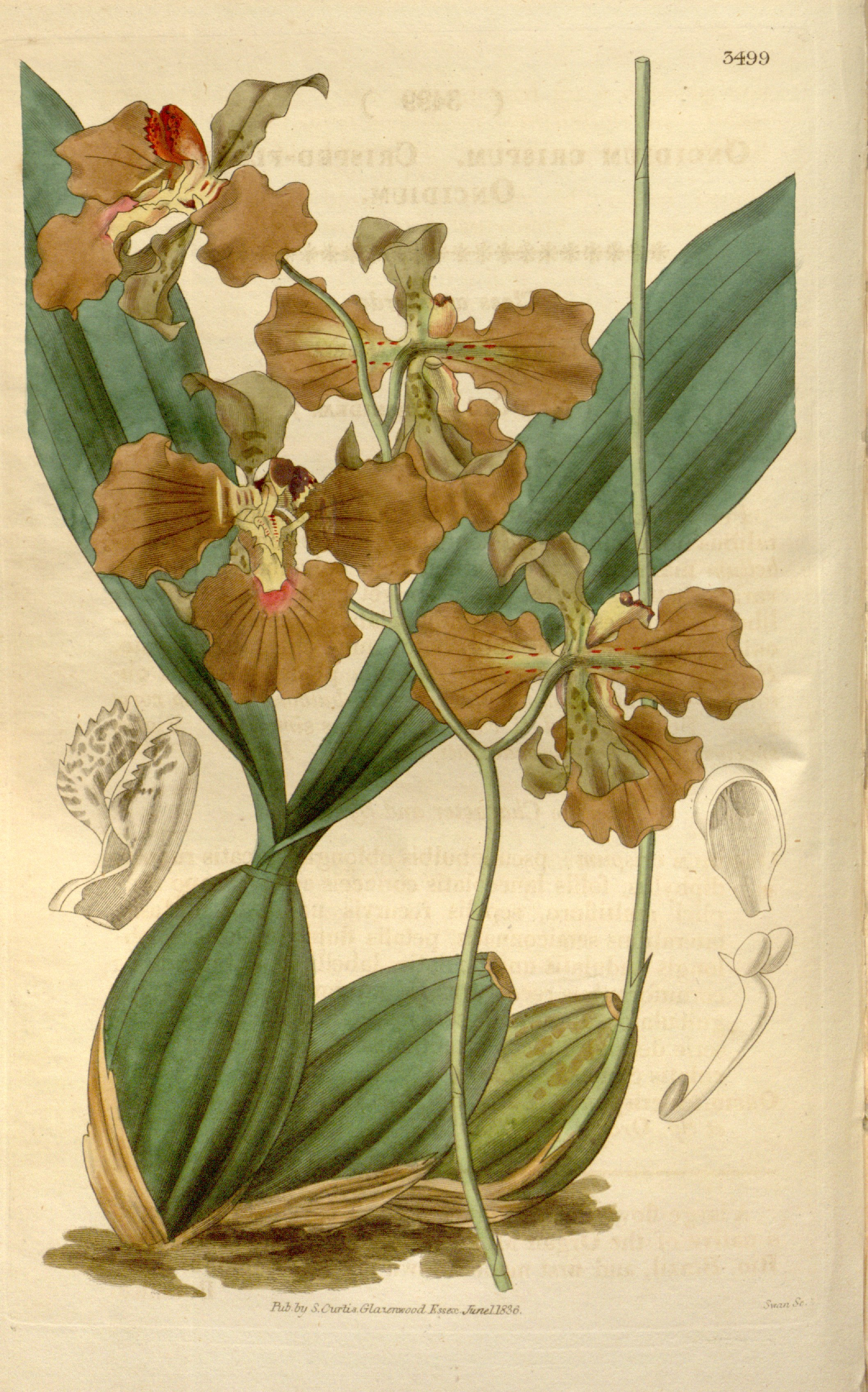
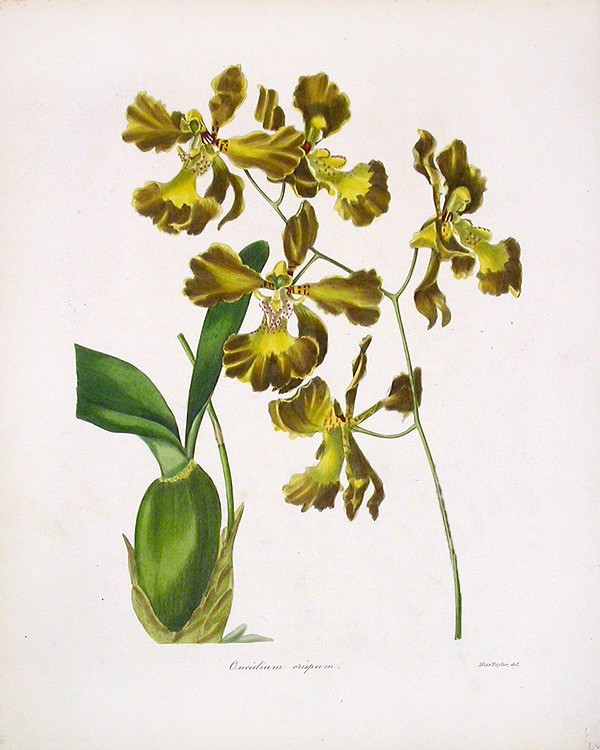